# Musiker
Musiker (Substantivierung des lateinischen Adjektivs musicus, dieses von griechisch μουσικός mūsikós ‚zu den Musenkünsten gehörig‘) ist die Bezeichnung für eine Person, die eine musikalische Tätigkeit ausübt.

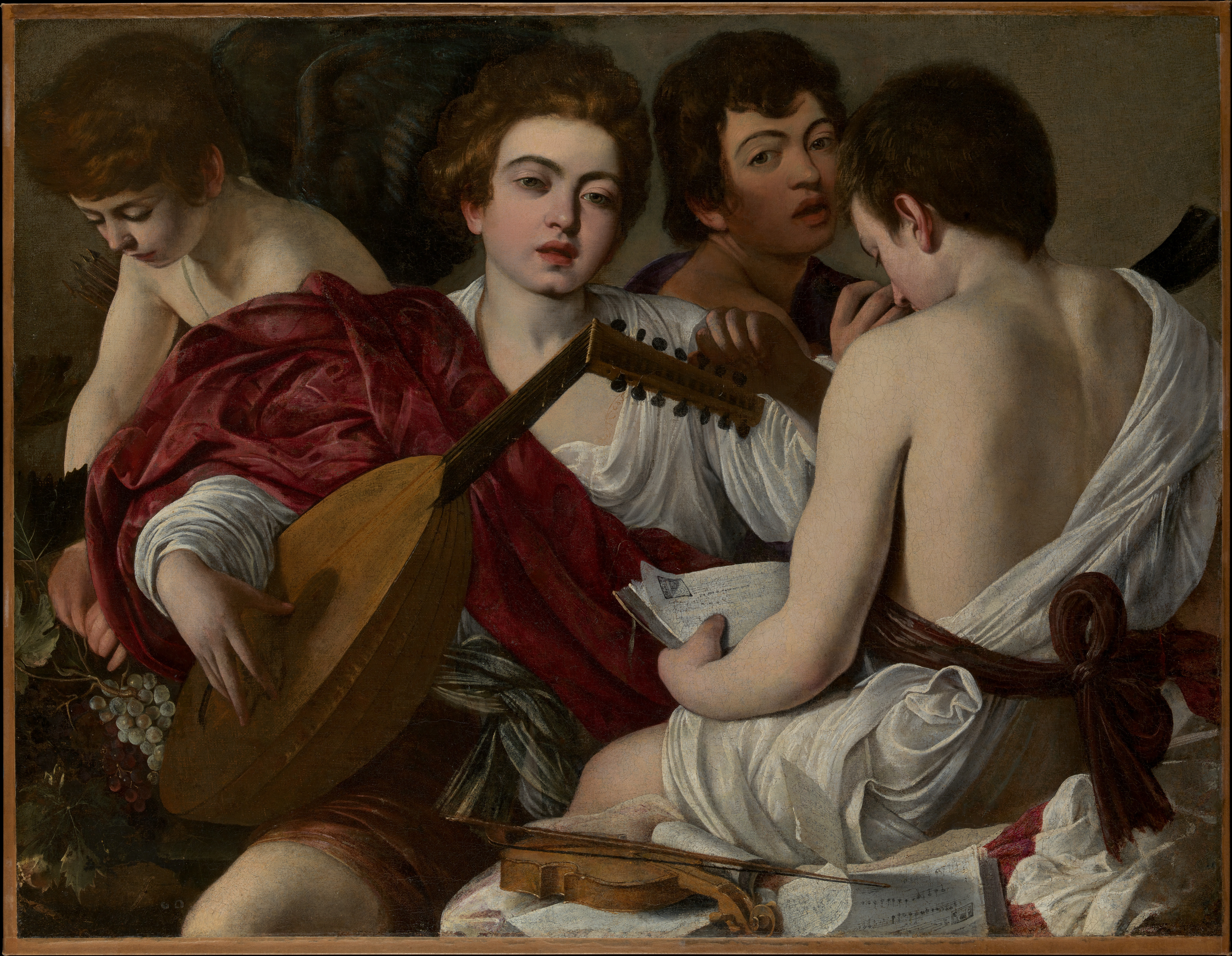
Musiker. Gemälde von Caravaggio, um 1595.

## Tätigkeitsbereiche
Der Begriff Musiker, mit weiblicher Endung Musikerin, umfasst vor allem drei Kategorien:
- Musiker, die eine produzierende oder leitende Funktion für Musikstücke erfüllen. (Beispiele: Komponisten, Songwriter, Dirigenten, Musiklehrer und Musikproduzenten)
- Instrumentalisten, also Personen die Musikinstrumente spielen. (Beispiele: Gitarristen, Pianisten, Schlagzeuger, Violinisten und DJs)
- Vokalmusiker, also Personen, die ihre Stimme oder ihren Atem für musikalische Zwecke nutzen (Beispiele: Sänger, Sprechgesangskünstler, Jodler, Beatboxer und Kunstpfeifer).

Es wird zwischen Profi-Musikern und Amateur-Musikern unterschieden. Als Berufsmusiker gilt, wer seinen Lebensunterhalt ausschließlich oder überwiegend aus der Musik erwirtschaftet. Ein professioneller Musiker betreibt die Musik mit einer sogenannten Gewinnerzielungsabsicht. Musiker spezialisieren sich oftmals auf ein bestimmtes Genre, wobei Überschneidungen möglich sind.

## Geschichte
Im Laufe der Musikgeschichte hat sich das Bild des Musikers erheblich gewandelt. Spuren der zahlreichen und teilweise tiefgreifenden begriffs- und sozialgeschichtlichen Veränderungen finden sich noch in verwandten Bezeichnungen wie Musikant, Tonkünstler oder Musikus. So gehörten im Mittelalter ausübende Musiker (Kantoren und Spielleute) und der als musicus bezeichnete Musiktheoretiker sowohl in ihren Tätigkeiten als auch hinsichtlich ihrer Stellung in der sozialen Hierarchie zu unterschiedlichen Bereichen. Später waren Musiker normalerweise in allen Bereichen der Musik und darüber hinaus tätig, also zugleich Komponist, ausübende Musiker, Lehrer und Theoretiker, doch spätestens seit dem 18. Jahrhundert trennten sich die genannten Bereiche immer mehr voneinander. Das Aufkommen des Virtuosentums beeinflusste diese Entwicklung. Im 20. Jahrhundert war die Trennung in die Bereiche Komposition, Interpretation, Musikpädagogik und Musikwissenschaft so weit vorangeschritten, dass von vier unterschiedlichen Berufsfeldern die Rede sein kann. Heute umfasst der Beruf auch die Anfertigung von Klingeltönen oder das Erstellen von Apps und Anwendungen sowie die Entwicklung von Programmiersprachen im Rahmen der Computermusik.

## Mentale und körperliche Aspekte musikalischer Tätigkeiten
Mit den speziellen Problemen, die durch die oft sehr einseitige und teilweise sehr spezielle Haltung des Körpers, der Arme und Hände bei jahrelangen Wiederholungen derselben Bewegungen entstehen, beschäftigt sich die Musikermedizin.
Das sogenannte Lampenfieber vor und während öffentlicher Auftritte gehört zu einem häufigen mentalen Beschwerdebild bei Musikern. Die individuelle Reaktion auf Bühnensituationen reicht von leichtem Stress, der von manchen Betroffenen sogar als leistungsfördernd empfunden wird, bis zur Auftrittsangst mit gravierenden mentalen und körperlichen Symptomen, die ohne therapeutische Intervention sogar eine Bühnenkarriere unmöglich machen können. Therapiemodelle zur Behandlung von Auftrittsangst werden im deutschsprachigen Raum beispielsweise durch das Freiburger Institut für Musikermedizin angeboten.